# Best of 12" Collection
A Best of 12" Collection a Sweetbox-projekt tizenkettedik albuma és első remixalbuma. A Sweetbox történelmének mind a négy énekesnőjétől szerepel rajta szám; az elsőnek, Kimberley Kearneynek kettő (mindkettő a Booyah (Here We Go) remixe), a másodiknak, Dacia Bridgesnek egy (a Shakalaka), a harmadiknak, Tina Harrisnek öt, míg a leghosszabb ideig a Sweetboxhoz tartozó Jade Villalonnak hét.
A koreai változaton, ami Best of Remix címmel és más borítóval jelent meg, eggyel kevesebb dal található; nem szerepel rajta a Read My Mind (Jazztronic Mix), az utolsó dal, az I’ll Die for You (Die Strictly Hip Mix) helyett pedig a Don’t Push Me (Unplugged) című dal szerepel (3:29).

## Számlista
| #   | Cím                                                    | Énekes            | Melyik albumról | Év   | Hossz |
| --- | ------------------------------------------------------ | ----------------- | --------------- | ---- | ----- |
| 1.  | Booyah (Here We Go) (Hot Pants Radio Mix)              | Kimberley Kearney | –               | 1995 | 3:49  |
| 2.  | Shakalaka (Geo’s Club Mix)                             | Dacia Bridges     | –               | 1996 | 5:18  |
| 3.  | I’ll Die for You (Sweetbox Club Mix)                   | Tina Harris       | Sweetbox        | 1997 | 4:55  |
| 4.  | Everything’s Gonna Be Alright (Geo’s Big “E” Club Mix) | Tina Harris       | Sweetbox        | 1997 | 4:17  |
| 5.  | Don’t Go Away (Brucie’s 2bad Gordie Mix)               | Tina Harris       | Sweetbox        | 1998 | 3:06  |
| 6.  | Shout (Loud & Longer Mix)                              | Tina Harris       | –               | 1999 | 5:04  |
| 7.  | For the Lonely (Geo’s Remix)                           | Jade Villalon     | Classified      | 2000 | 3:24  |
| 8.  | Boyfriend (Booyah Revival)                             | Jade Villalon     | Classified      | 2001 | 3:23  |
| 9.  | Read My Mind (Jazztronic Mix)                          | Jade Villalon     | Jade            | 2002 | 3:20  |
| 10. | Lighter Shade of Blue (H-Run/Dadas Remix)              | Jade Villalon     | Jade            | 2003 | 3:20  |
| 11. | Life Is Cool (Kerosin Remix)                           | Jade Villalon     | Adagio          | 2004 | 4:03  |
| 12. | Cinderella (Electric Spice Mix)                        | Jade Villalon     | Classified      | 2005 | 3:04  |
| 13. | Booyah (Here We Go) (The Clinic Remix)                 | Kimberley Kearney | –               | 2006 | 5:03  |
| 14. | Addicted (Boom Boom Remix)                             | Jade Villalon     | Addicted        | 2006 | 3:38  |
| 15. | I’ll Die for You (Die Strictly Hip Mix)                | Tina Harris       | Sweetbox        |      | 4:24  |